# Cratere Licetus

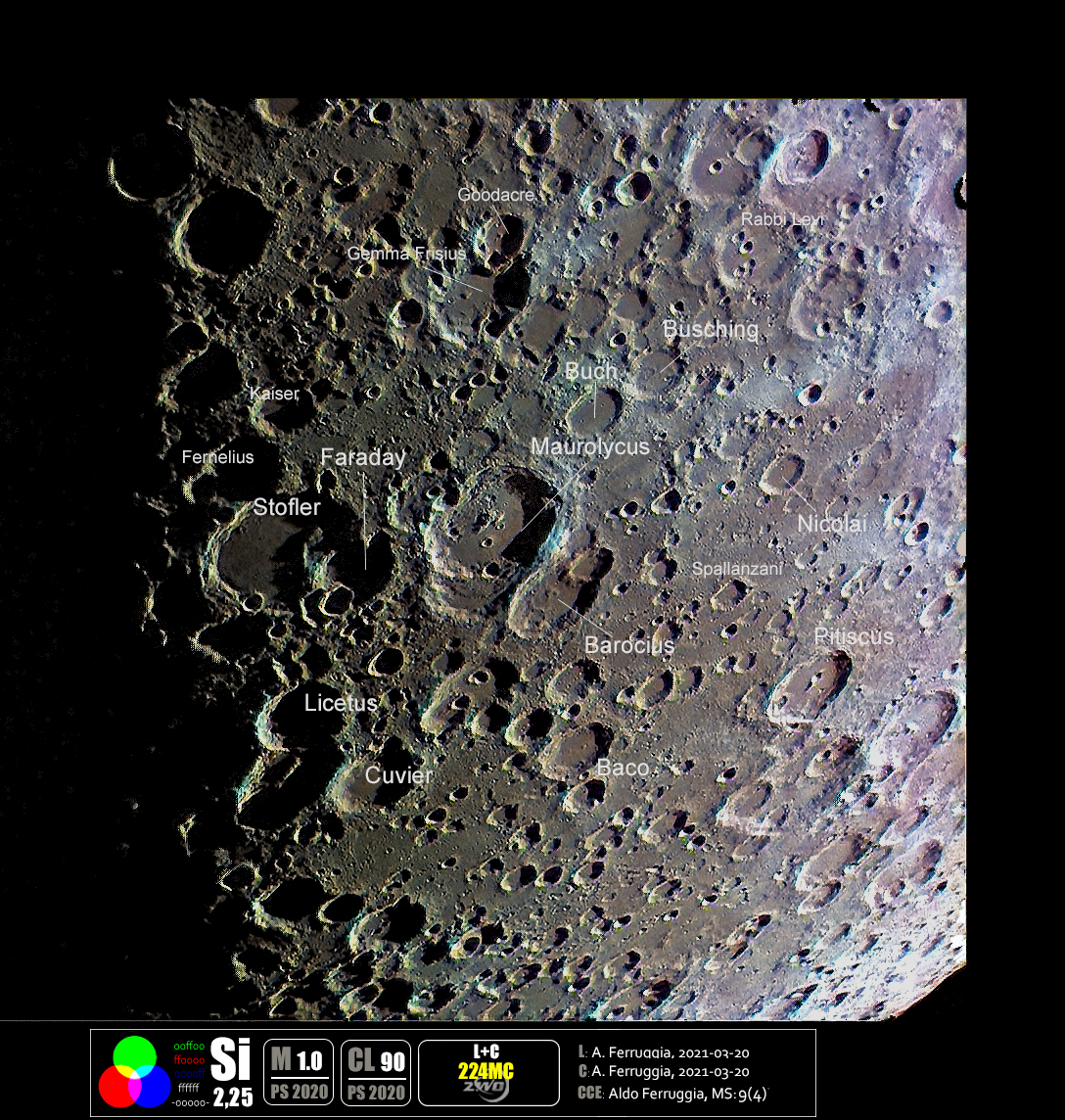
Immagine selenocromatica dell'area del cratere

Licetus è un cratere lunare di 75,42 km situato nella parte sud-orientale della faccia visibile della Luna, contiguo al bordo settentrionale del cratere Heraclitus, a sud del cratere Stöfler e a nordest del cratere Cuvier.
Si è formato nel periodo Pre-Nettariano, tra i 4,55 e i 3,92 miliardi di anni fa. È una formazione che presenta numerosi piccoli crateri lungo il bordo interno a sudest, con altri lungo il bordo a nordovest. Il fondo interno è relativamente piatto con alcune creste e pendii minori nella metà meridionale. Presenta piccoli crateri lungo il confine ovest-sudovest e orientale del fondo.
Il cratere è dedicato al fisico italiano Fortunio Liceti.

## Crateri correlati
Alcuni crateri minori situati in prossimità di Licetus sono convenzionalmente identificati, sulle mappe lunari, attraverso una lettera associata al nome.
| Licetus | Coordinate           | Diametro (in km) |
| ------- | -------------------- | ---------------- |
| A       | 47°51′S 3°12′E       | 8,1              |
| B       | 46°30′00″S 4°49′48″E | 11,75            |
| C       | 47°33′36″S 5°31′48″E | 10,31            |
| D       | 47°59′24″S 4°24′00″E | 5,21             |
| E       | 44°37′12″S 1°50′24″E | 18,76            |
| F       | 46°04′12″S 0°56′24″E | 28,89            |
| G       | 43°51′00″S 1°52′12″E | 10,42            |
| H       | 45°58′48″S 3°06′36″E | 10,34            |
| J       | 44°16′12″S 3°06′36″E | 10,36            |
| K       | 45°35′24″S 0°00′36″W | 5,55             |
| L       | 47°18′S 1°03′E       | 4,15             |
| M       | 46°50′24″S 1°51′00″E | 8,69             |
| N       | 45°34′12″S 2°12′36″E | 7,92             |
| P       | 47°42′00″S 2°16′12″E | 20,18            |
| Q       | 47°15′00″S 9°40′48″E | 8,25             |
| R       | 45°17′24″S 3°50′24″E | 6,39             |
| S       | 45°16′48″S 8°10′12″E | 10,43            |
| T       | 45°53′24″S 6°36′36″E | 7,33             |
| U       | 47°01′48″S 7°26′24″E | 6,56             |
| W       | 45°59′24″S 8°30′00″E | 7,21             |